# Licuala lanata
Licuala lanata är en enhjärtbladig växtart som beskrevs av John Dransfield. Licuala lanata ingår i släktet Licuala och familjen Arecaceae. Inga underarter finns listade i Catalogue of Life.